# Мария Брабантская (императрица Священной Римской империи)
Мария Брабантская (ок. 1190 — май/июнь 1260) — член дома Ренье, императрица Священной Римской империи и королева Германии в 1214—1215 годах, вторая жена Оттона IV.

## Биография
Мария была старшей дочерью герцога Брабанта Генриха I и его супруги Матильды Булонской.

### Первый брак
Мария была обручена с королём Оттоном IV в 1198 году, когда он боролся за трон с Филиппом Швабским. Её отец, герцог Генрих I, сначала поддерживал Вельфов, но затем занял нейтральную позицию. Когда в 1204 году он перешёл на сторону Гогенштауфенов, брачные планы казались неосуществимыми.
После того как Филипп Швабский был убит в 1208 году, Оттон IV стал неоспоримым римским королём и был коронован императором Священной Римской империи папой Иннокентием III в 1209 году. Герцог Генрих Брабанский поспешил примириться с правителем из дома Вельфов, который вскоре после своей коронации, поссорился с папой Римским из-за королевства Сицилия, которым в то время правил Фридрих II из дома Гогенштауфенов, племянник покойного Филиппа Швабского. Оттон был отлучён от церкви своим бывшим союзником папой Иннокентием, и в сентябре 1211 года он был избран антикоролём. Год спустя он демонстративно женился на Беатрисе Швабской, дочери покойного Филиппа Швабского и двоюродного брата Фридриха по отцовской линии.

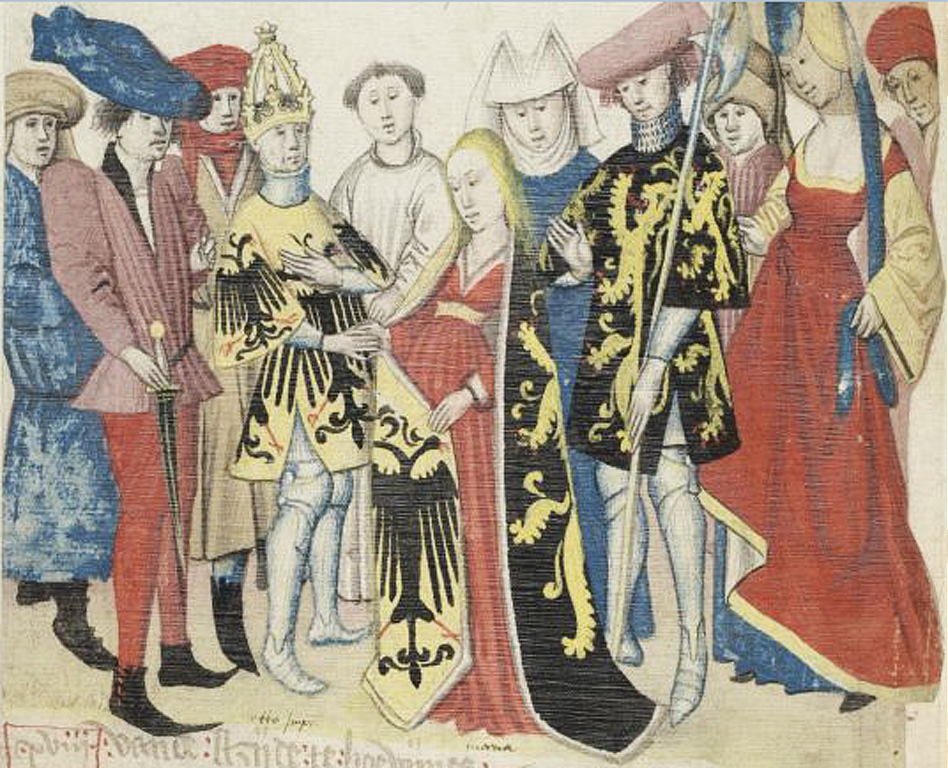
Свадьба Марии и Оттона IV, рисунок из рукописи XV века.

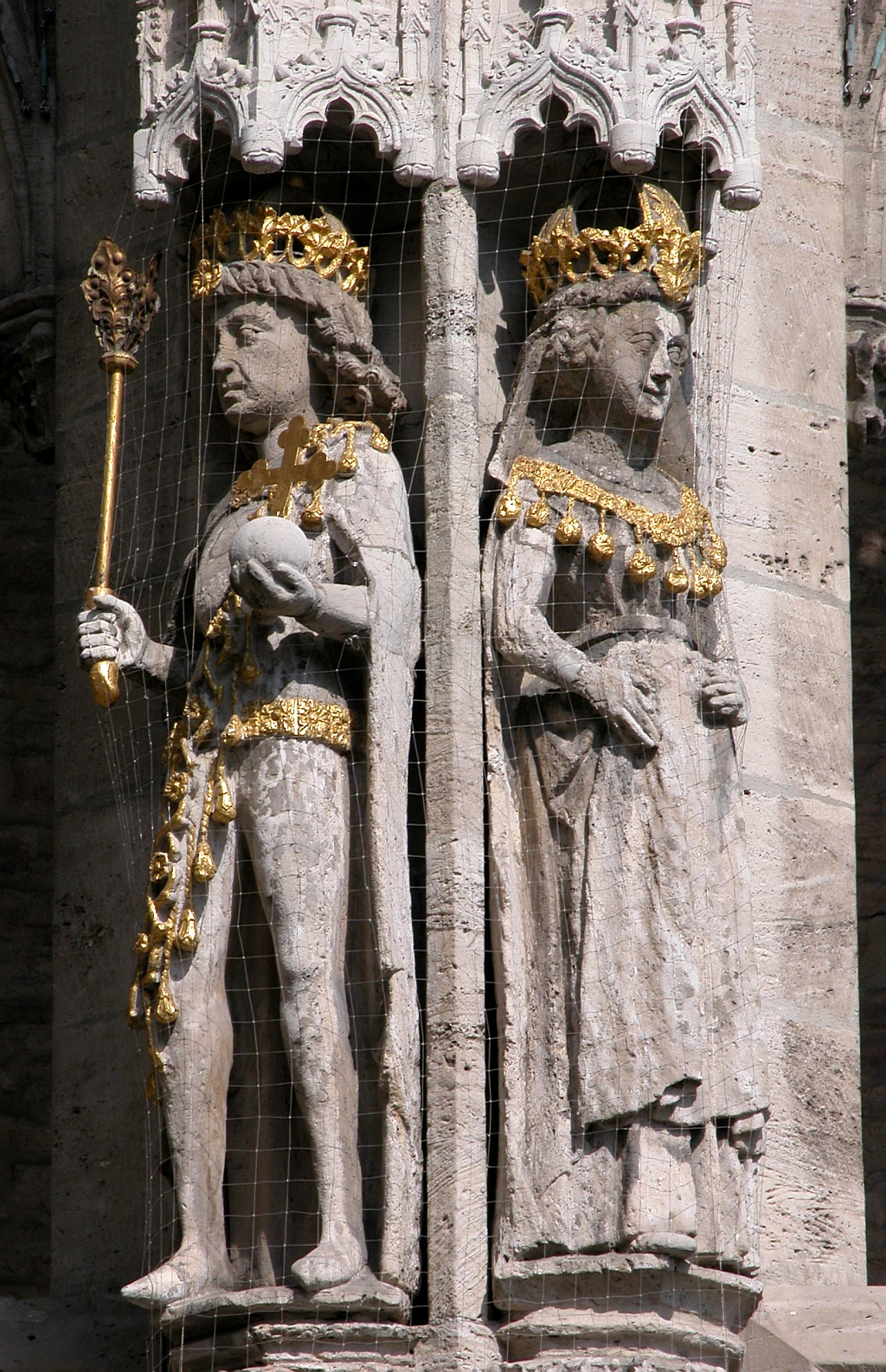
Оттон IV и Мария Брабантская.

Только после смерти Беатрисы через несколько недель после свадьбы его помолвка с Марией Брабантской снова стала значимой. В то время Оттон IV вновь был вовлечён в войну против своего соперника, короля Фридриха II. Если несколько сторонников Гогенштауфенов первоначально поддерживали императора Оттона из-за его брака с Беатрисой, большинство из которых к тому времени перешли на сторону Фридриха II. Коронованный архиепископом Майнца Зигфридом II в декабре 1212 года, Фридрих продолжал своё восстание продолжалось, и Оттон находился под постоянным давлением. Он и Мария Брабантская поженились 19 мая 1214 года в Маастрихте. Ей было около двадцати четырёх лет, а её мужу — тридцать девять.
В разгар конфликта Гвельфов и гибеллинов Мария стала императрицей разделённой Священной Римской империи. Правление её мужа закончилось, когда Фридрих заключил союз с французским королём Филиппом II и вынудил Оттона вступить в англо-французскую войну. 27 июля 1214 года императорская армия была окончательно разбита в битве при Бувине и была вынуждена отступить. Король Филипп II отправил захваченный имперский орёл Фридриху. Оттон с женой был вынужден удалиться в свои родовые имения в Брауншвейге.

### Второй брак
После смерти мужа Мария оставалась вдовой около двух лет. В июле 1220 года она снова вышла замуж, за графа Голландии Виллема I. Виллем умер спустя всего лишь два года, 4 февраля 1222 года. У него остались по меньшей мере пять детей. Специалисты в области генеалогии считают, что все пятеро были рождены в браке с его первой женой Аделаидой Гелдернской. Тем не менее, существует некоторая неопределенность в датах их рождения.
Мария пережила своего второго мужа на тридцать восемь лет, но не вышла замуж в третий раз. Она основала цистерцианский монастырь в Биндере, Брабант (часть современного Хелмонда). Она была похоронена в церкви Святого Петра в Лёвене.